# Rhinonyssus
Rhinonyssus es un género de ácaros perteneciente a la familia Rhinonyssidae.

## Especies
Rhinonyssus Trouessart, 1894
- Rhinonyssus clangulae Butenko & Stanyukovich, 2001
- Rhinonyssus coniventris Trouessart, 1894
- Rhinonyssus himantopus Strandtmann, 1951
- Rhinonyssus marilae Butenko & Stanyukovich, 2001
- Rhinonyssus minutus (Bregetova, 1950)
- Rhinonyssus poliocephali Fain, 1956
- Rhinonyssus rhinolethrum (Trouessart, 1895)